# Iluminovaný rukopis

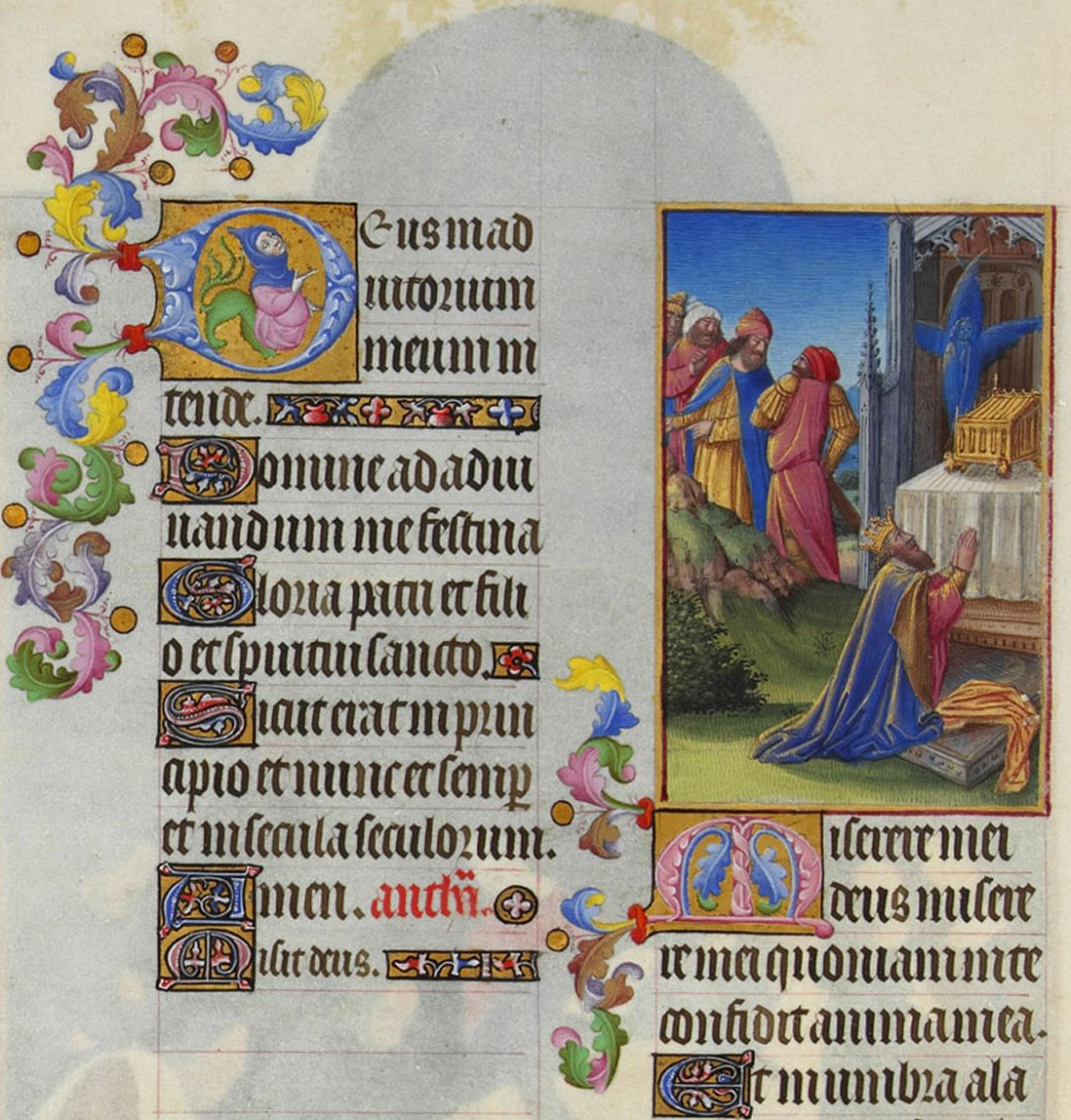
K vrcholným iluminovaným rukopisům patří Přebohaté hodinky vévody z Berry z 15. století, žalm LVI, fol. 157v

Iluminovaný rukopis je rukopis, jehož text je doplněn iluminacemi. Není podstatné, zda se jedná o názorné ilustrace doprovázející a doplňující text nebo mají podobu ozdob, které pouze esteticky zkrášlují dílo. Ilustrované rukopisy vznikaly již v období pozdní antiky, ovšem jejich vrchol nastal v pozdním středověku, kdy okázalé iluminace mnohdy překonávají význam samotného textu. Zejména v 15. století se objevují bohatě ilustrované manuskripty ve světském prostředí. Po masivním rozšíření knihtisku ve 2. polovině 16. století ustupují do pozadí a ilustrace nahradily dřevořezy v tištěných knihách.

## Vývoj
Nejstarší ilustrované papyrové zlomky se dochovaly z 5. století, např. tzv. Papyrus Vozatajů a z tohoto období pochází i nejstarší biblický iluminovaný rukopis Quedlinburská Itala o šesti foliích. Další iluminovaný rukopis Bible vznikl na přelomu 5. a 6. století. Rovněž kolem roku 512 vznikl rukopis obsahující asi 400 iluminací pro dceru západořímského císaře Olybria. Kolem roku 520 vznikl v Ravenně Codex Argenteus obsahující evangelia v gótském překladu. Ze 6. století pocházejí také evangeliáře Codex purpureus Beratinus, Evangeliář ze Sinope a Codex purpureus Rossanensis. Jedná se o nejstarší iluminované rukopisy Nového zákona.

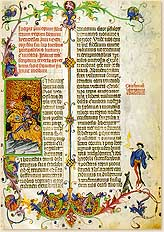
Gelnhausenův kodex z Jihlavy, přelom 14./15. století

V českých zemích se rukopisy objevují během christianizace. K nejvýznamnějším iluminovaným manuskriptům raného středověku patří Kodex vyšehradský, který vznikl u příležitosti korunovace Vratislava I. na českého krále v roce 1085. Kodex vznikl pravděpodobně v Bavorsku. Od 12. století jsou iluminace vznikající v českém prostředí ovlivňovány vedle německých zemí též rakouskými zeměmi (Salcburk) a ve 13. století je patrný i byzantský vliv, např. tzv. Sedlecký antifonář a Mater verborum, nebo tzv. Františkánská bible a Osecký lekcionář, které vznikly v pražském Anežském klášteře.
Z počátku 14. století pochází tzv. Pasionál abatyše Kunhuty vzniklý z popudu Kunhuty Přemyslovny, dcery Přemysla Otakara II. a abatyše kláštera sv. Jiří na Pražském hradě. V letech 1325–1349 vznikla Velislavova bible. Ve stejném období vznikl i rukopis Augustinus super Johannem. Na konci 14. století byla vytvořena Bible Václava IV.
Po husitských válkách vznikají iluminované rukopisy i pro osoby mimo církevní a královské prostředí a namísto liturgických kodexů se častěji objevují opisy bible doprovázené iluminacemi.
Po vynálezu knihtisku v polovině 15. století nastal pozvolný ústup knižní iluminace. Tištěné knihy jsou zdobené dřevořezy a iluminace se od konce 15. století postupně omezují na výzdobu drobných osobních modlitebních knížek a na graduály. Tento typ knih byl v 16. století častý také v měšťanském prostředí (např. Literátský graduál z Třebechovic).